# Malabar (Florida)
Malabar es un pueblo ubicado en el condado de Brevard en el estado estadounidense de Florida. En el Censo de 2010 tenía una población de 2.757 habitantes y una densidad poblacional de 80,39 personas por km².

## Geografía
Malabar se encuentra ubicado en las coordenadas 27°59′13″N 80°34′57″O / 27.98694, -80.58250. Según la Oficina del Censo de los Estados Unidos, Malabar tiene una superficie total de 34.3 km², de la cual 27.64 km² corresponden a tierra firme y (19.42%) 6.66 km² es agua.

## Demografía
Según el censo de 2010, había 2.757 personas residiendo en Malabar. La densidad de población era de 80,39 hab./km². De los 2.757 habitantes, Malabar estaba compuesto por el 91.66% blancos, el 3.88% eran afroamericanos, el 0.47% eran amerindios, el 0.94% eran asiáticos, el 0.04% eran isleños del Pacífico, el 0.58% eran de otras razas y el 2.43% pertenecían a dos o más razas. Del total de la población el 4.13% eran hispanos o latinos de cualquier raza.